# Berufliche Oberschule Passau
Die Berufliche Oberschule Passau ist eine öffentliche Berufliche Oberschule Bayerns in Passau mit den Zweigen Wirtschaft und Verwaltung, Technik, Sozialwesen sowie Gesundheitswesen. Sie gliedert sich in eine Fachoberschule für Schüler ohne und die Berufsoberschule für Schüler mit abgeschlossener Berufsausbildung. Sachaufwandsträger ist die Stadt Passau.

## Schulstandorte
- Heiliggeistgasse: Das ehemalige Krankenhaus zum Heilig-Geist fungiert heute als Hauptgebäude der Beruflichen Oberschule, weshalb sich hier Direktorat und Sekretariat befinden. Das Gebäude wurde 1770 bis 1775 erbaut und 1977 bis 1979 umgestaltet. Es steht unter Denkmalschutz und ist unter der Aktennummer D-2-62-000-152 registriert.
- Mittererstraße: 2004 wurde das ehemalige Schulgebäude der Grund- und Mittelschule Auerbach als weiterer Standort übernommen. Etwa die Hälfte der Schüler sind dort untergebracht.[4]
- Nikolastraße: Dieses Nebengebäude wurde im Schuljahr 1997/1998 bezogen und befindet sich in direkter Nachbarschaft zum Stammhaus. Hier befinden sich fünf Klassenzimmer und zwei Informatikräume.[4]
- Schießgrabengasse: Das Jugendzentrum Zeughaus beherbergt im oberen Stockwerk fünf weitere Klassenzimmer.[4]

## Schulleben
Die Berufliche Oberschule Passau verfügt über ein Fotolabor, einen Fitnessraum, Physikräume, eine Parkanlage als Pausenhof und Außensportanlagen.
An der Schule gibt es eine Hörspiel-AG.

## Ehemalige Schüler
- Bettina Mittendorfer (* 1970), Schauspielerin
- Thomas Erndl (* 1974), Bundestagsabgeordneter (CSU)
- Raimund Kneidinger (* 1976), Landrat des Landkreises Passau
- Teresa Habereder (* 1983), Schauspielerin und Model